# IC 785
IC 785 ist eine Balken-Spiralgalaxie vom Hubble-Typ SBc im Sternbild Rabe südlich des Himmelsäquators. Sie ist schätzungsweise 194 Millionen Lichtjahre von der Milchstraße entfernt.
Das Objekt wurde am 21. April 1892 vom französischen Astronomen Stéphane Javelle entdeckt.